# 穆杜格州
穆杜格州是索馬里中部的一個州，西鄰埃塞俄比亞，東臨印度洋。面積46,126平方公里。首府加勒卡約（Gaalkacyo）。目前由邦特蘭所控制。

## 行政區域
穆杜格州包括下列行政區域： 
- 加勒卡約區（州首府）
- 加勒多戈卜区（Galdogob）
- 霍比奧區（Hobyo）
- 哈拉尔代雷区（Harardheere）
- 贾里班区（Jiriiban）

## 村庄
- 达吉马莱（英语：Dajimale）
- 埃勒迪诺达迪格迪盖（英语：El Dinouda Digdighei）
- 哈拉博哈德（英语：Halabokhad）[4]
- 瓦尔加洛（英语：War Galoh）[5]

## 外部鏈結
- 穆杜格州行政區域圖 （页面存档备份，存于）